# Kanu (football, 1984)
Pour les articles homonymes, voir Kanu.
Antônio Eduardo Pereira Dos Santos, plus communément appelé Kanu est un footballeur brésilien (né à Salvador de Bahia le 3 mai 1984) évoluant au poste de défenseur central.

## Carrière
Avant d'arriver en Belgique, au mois de janvier 2011, Kanu porte les couleurs du Sport Clube Beira-Mar, club de Liga Sagres où il est champion de Liga Vitalis lors de la saison 2009-2010.
Totalement inconnu quand il arrive à Liège, il s'est tout de suite imposé en défense centrale au côté d'Eliaquim Mangala. L'année de son arrivée, il remporte la finale de la coupe de Belgique et est vice-champion de Belgique avec son nouveau club. Lors de la saison 2011-2012, Kanu augmente encore son niveau de jeu (en marquant en plus) et devient pour beaucoup de personnes le meilleur défenseur du championnat de Belgique.
Le 2 juillet 2014, Kanu casse son contrat unilatéralement avec effet immédiat au Standard de Liège, sur base de la loi du 24 février 1978 sur les contrats de travail (M.B. 22 août 1978).
En octobre 2018, il résilie son contrat avec l'EC Vitória.

## Palmarès
- Champion de l'État du Rio Grande do Norte en 2005 avec l'ABC Natal
- Champion de Liga Vitalis en 2010 avec le SC Beira-Mar
- Vice-champion de Belgique en 2011 avec le Standard de Liège
- Vainqueur de la Coupe de Belgique en 2011 avec le Standard de Liège

## Référence
1. ↑  « Le Standard est "choqué" par l'attitude de Kanu », dhnet.be, 2 juillet 2014
2. ↑  (pt) « Vitória rescinde contrato e Kanu não é mais zagueiro do clube », sur www.ibahia.com, 5 octobre 2018